# Kamen deł
Kamen deł (bułg. Камен дел) – szczyt masywu Witosza, w Bułgarii, o wysokości 1862 m n.p.m.